# سيمون فويه
كان سيمون فويه (9 يناير 1590 – 30 يونيو 1649) رسامًا فرنسيًا درس في إيطاليا وبرز فيها قبل أن يستدعيه لويس الثالث عشر للعمل بصفة الرسام الأول للملك في فرنسا. شكّل مع مجموعته الخاصة من الرسامين لوحات دينية وأسطورية وصورًا شخصية ولوحات جدارية وأخرى من قماش النجود ومخططات زخرفية ضخمة للملك وللرعاة الأثرياء، بمن فيهم ريشيليو. «كان فويه الفنان الرائد في باريس بلا منازع» خلال تلك الفترة، وكان له أثر كبير في إدخال أسلوب الباروك الإيطالي في الرسم إلى فرنسا. وهو «بلا شك أحد أبرز رسامي القرن السابع عشر، على قدم المساواة مع أنيبيل كاراتشي ولانفرانكو».

## مسيرته المهنية
ولد سيمون فويه في 9 يناير 1590 في باريس. كان والده، ويدعى لوران، رسامًا باريسيًا علمه أساسيات الفن. كان شقيق سيمون، أوبين فويه، رسامًا بالمثل، وكذلك زوجة سيمون فيرجينيا دا فيتسو، وابنهما لويس رينيه فويه، وصهريهما، ميشيل دوريني وفرانسوا تورتبات، وحفيدهما لودوفيكو دوريني.
بدأ سيمون حياته المهنية في رسم الصور الشخصية. سافر إلى إنجلترا في سن الرابعة عشرة لرسم صورة شخصية كُلف بها، وكان في عام 1611 جزءًا من الوفد المرافق للبارون دي سانسي، السفير الفرنسي إلى الإمبراطورية العثمانية، لنفس الغرض. ذهب من القسطنطينية إلى البندقية عام 1612 وكان في روما بحلول عام 1614.
بقي في إيطاليا حتى عام 1627، وأمضى معظم وقته في روما حيث بدأ أسلوب الباروك يهيمن شيئًا فشيًا. حصل على مكافأة من ملك فرنسا وكان من بين رعاته: عائلة باربيريني وكاسيانو دال بوزو وباولو جيوردانو أورسيني وفينشنزو جوستينياني. زار أيضًا أجزاء أخرى من إيطاليا مثل البندقية؛ وبولونيا (حيث كانت لعائلة كاراتشي أكاديميتها الفنية الخاصة)؛ وجنوة (حيث عمل بين عامي 1620 و1622 لصالح أمراء عائلة دوريا)؛ ونابولي.
كان أسلوبه أكاديميًا بالفطرة، استوعب ما رآه وما درسه، فبرز ذلك في لوحاته: الإضاءة الدرامية لكارافاجيو؛ وأسلوب التكلف الإيطالي؛ وطابع باولو فيرونيز وأسلوب الدي سوتو إن سو أو مبدأ التقصير في المنظور؛ وفن كاراتشي وغورتشينو ولانفرانكو وغويدو ريني.
أصبح صديقًا للفنانة أرتيميسا جنتلسكي، أثناء وجوده في روما، ورسم صورتها الشخصية عام 1623.
أدى نجاح فويه الكبير في روما إلى انتخابه رئيسًا لأكاديمية سان لوكا عام 1624. كانت أهم تكليفاته الرسمية في الفترة الإيطالية مذبحٌ للقديس بطرس في روما (1625 - 1626)، الذي دُمر في وقت ما بعد عام 1725 (لكن أجزاء منه ما زالت باقية).
عاد فويه إلى فرنسا عام 1627، استجابةً منه لاستدعاء ملكي، إذ عُين الرسام الأول للملك. طلب منه لويس الثالث عشر صورًا شخصية ورسومًا على قماش النجود ولوحات لقصر اللوفر وقصر لوكسمبورغ وقصر سان جيرمان أون ليه. وفي عام 1632، عمل مع الكاردينال ريشيليو في القصر الملكي وقصر مالميزون. وعمل في عام 1631 على زخرفة وتنسيق قصر الرئيس دي فورسي، في شيسي، وفندق بوليون، وقصر مارشال دي إيفيا في تشيي، وفندق دوق أومون، ومعبد سيغوييه، ومعرض قصر وايدفي.
فُقدت اليوم مجموعة من لوحات فويه، و«لم يبق سوى مشروعين زخرفيين كبيرين، هما قصري كولومبس وشيسي»، ولكن تفاصيل العديد من الأعمال المفقودة وتصوراتها معروفة من نقوش ميشيل دوريني وفرانسوا تورتبات وكلود ميلان.

## إرثه
كتب أحد مؤرخي الفن أنه «عندما عاد فويه إلى باريس عام 1627، كان الفن الفرنسي محليًا بشكل منفّر، ووفقًا للمعايير الإيطالية، كان متأخرًا عن الركب بأكثر من ربع قرن. قدم فويه الأساليب الرائجة، ودرّس مجموعة من الفنانين الشباب الموهوبين - والجمهور أيضًا - ونقل باريس إلى مكانة عصرية».
أصبح أسلوب فويه فريدًا من نوعه، ولكن الطابع الإيطالي كان غالبًا عليه بشكل واضح، إذ استقدم فن الباروك الإيطالي إلى فرنسا. قال أحد معاصريه الفرنسيين، الذي غاب عنه مصطلح «باروك»، إن «فن الرسم في عصره بدأ يُمارس هنا بطريقة أسمى وأجمل من أي وقت مضى». في إطار تصوره «لتشكيلات الروكو ثنائية الأبعاد والحرة بخطوطها المنحنية بعد مئة عام... لعله من الأجدر اعتبار فويه من بين المراجع الأكثر أهمية لرسومات القرن الثامن عشر». وبالنظر إلى أعماله للبلاط الملكي الفرنسي، «يمكن مقارنة أهمية فويه كصائغ للزخارف الرسمية بأهمية روبنز من بعض النواحي».
أنتج مرسم فويه الكبير مدرسة كاملة من الرسامين الفرنسيين للأجيال القادمة. كان من بين أبرز تلامذته تشارلز لو برون، الذي نسق جميع الرسوم الزخرفية الداخلية في فرساي وحدد الأسلوب الفني الرسمي في بلاط لويس الرابع عشر ملك فرنسا، لكنه استبعد فويه، مدفوعًا بغيرته، من الأكاديمية الملكية عام 1648.
كان من بين طلاب فويه الآخرين فالنتين دي بولوني (الشخصية القيادية « للكارفاجيستية» الفرنسية)، وفرانسوا بيريه، ونيكولاس تشابيرون، وميشيل كورنيل الأكبر، وتشارلز بيرسون، وبيير داريه، وتشارلز ألفونس دو فريسنوي، وبيير مينارد، وإستاش لو سيور، وكلود ميلان والفنان الفلمنكي أبراهام ويلارتس، وميشيل دوريني، وفرانسوا تورتبات. وكان هذان الأخيران صهريه. كان أندريه لو نوتر، مصمم حديقة فرساي، طالبًا لدى فويه. كان كلود فينون أيضًا صديق فويه من دائرته الفنية خلال السنوات التي أمضاها في إيطاليا.
كتب أرنو بريجون دي لافيرنيه أنه خلال حياة فويه، «ازدادت مكانته باستمرار، إذ أصبحت لوحاته أكثر جمالًا، لا سيما في العقد الماضي». ولكن فويه، «بالرغم من أن حياته المهنية كانت رائعة بقدر ما يمكن تخيله»، «لم يلعب أي دور في تأسيس الأكاديمية الملكية» التي هيمنت بقوة بعد وفاته، «وقد تجاهله مؤلفو السير الذاتية والهواة الأكثر بروزًا. لم يؤخذ سوى بوسان وروبنز على محمل الجد بين عامي 1660 و1690...واستخلصت الأجيال اللاحقة استنتاجاتها من ذلك». «كان فويه بلا شك في ذروة إبداعه بمثل هذه المجموعات [مخططاته الزخرفية الرائعة للقلاع والكنائس]، التي دُمر معظمها خلال ثورة» القرن اللاحق، مما زاد من تقويض إرثه.
على الرغم من أن فويه لم يكن منسيًا تمامًا عند الخبراء وجامعي التحف (مثل ويليام سويدا)، لكنه كان واقعًا في عتمة غمرته نسبيًا ولم يُنصَف حتى إجراء ويليام آر. كريلي لدراسة تفصيلية عنه عام 1962، وبعدها في معرض استذكاري لأعماله في عام 1990 - 1991 بالقصر الكبير في باريس، مع ندوةٍ ودليل مصور، فكان معرضًا قال بريجون دي لافيرنيه إنه حقق «هدفه المتمثل في رد اعتبار الفنان». «مازال معرض سيمون فويه الاستذكاري...حيًا في الذاكرة. ومنذ ذلك الحين، كثرت الدراسات عن الرسام ودائرته الفنية وطلابه، مما أدى إلى تحديد صورة الفنان ومرسمه بشكل أكثر وضوحًا من أي وقت مضى».
كتب بريجون دي لافيرنيه أن منظم المعرض، جاك توييه، «له بالتأكيد مبرراته في ادعاء أن تحفة المذبح تقدمة يسوع إلى الهيكل هي من بين أعظم الأعمال الفنية للوحات الكبيرة في القرن السابع عشر»، وأكد أيضًا أنه من خلال أعمال الفنان في أربعينيات القرن السابع عشر، مثل القديس فرنسيس دي باولا يُنعش طفلًا، «يمكن للمرء أن يرى كيف يختتم فويه حياته المهنية بصور ذات جاذبية هائلة مستوحاة من طاقة روحية عارمة. وتشكل هذه اللوحات ذروة الرسم الفرنسي خلال القرن السابع عشر».